# Manuel diagnostique psychodynamique

Le Manuel diagnostique psychodynamique (MDP) (anglais : Psychodynamic Diagnostic Manual (PDM)) est un manuel de diagnostic similaire à la Classification internationale des maladies (CIM) ou au Manuel diagnostique et statistique des troubles mentaux (DSM). Le MDP a été publié le 28 mai 2006 (PDM-1), suivi d'une seconde édition en 2017 (PDM-2).
Les informations contenues dans le MDP ont été recueillies par un groupe de travail composé de membres de l’ Association psychanalytique américaine, de l’ Association psychanalytique internationale, de la Division de psychanalyse (Division 39) de l’ Association américaine de psychologie, de l’Académie américaine de psychanalyse et de psychiatrie dynamique, et du National Membership Committee on Psychoanalysis in Clinical Social Work.
Bien qu'il soit fondé sur les études actuelles en neurosciences et des études sur l'effet des traitements, Carey (2006) souligne que bon nombre des concepts du MDP sont adaptés de la tradition psychanalytique classique en psychothérapie. Par exemple, le MDP indique que les troubles anxieux peuvent être attribués aux « quatre situations de danger fondamentales » décrites par Sigmund Freud (1926)  comme la perte de l'autre ; la perte de l'amour; la perte d'intégrité corporelle; et la perte d'affirmation de sa propre conscience. Il utilise une nouvelle perspective du système de diagnostic existant, car il permet aux cliniciens de décrire et de catégoriser les profils de personnalité, les capacités sociales et émotionnelles associées, les profils mentaux uniques et les expériences personnelles du patient.
Le MDP n’est pas destiné à concurrencer le DSM ou la CIM. Les auteurs rapportent que l'ouvrage insiste sur les « variations individuelles ainsi que sur les points communs » en « mettant l'accent sur l'ensemble du fonctionnement mental » et constitue « [un complément] aux efforts du DSM et de la CIM pour cataloguer les symptômes ». Le groupe de travail souhaite que le MDP complète les taxonomies diagnostiques existantes en fournissant « une approche multidimensionnelle décrivant les subtilités du fonctionnement général du patient et les moyens d'engager le processus thérapeutique ».
Avec la publication du DSM-III en 1980, le manuel est passé d'un modèle dimensionnel influencé par la psychanalyse à un modèle « néo-kraépélinien » descriptif axé sur les symptômes et dont le critère discriminant est leur présence opposée à leur absence. Le MDP fournit un retour à un modèle psychodynamique pour l'évaluation nosologique des ensembles de symptômes, des dimensions de la personnalité et du fonctionnement mental.

## Taxonomie

### Dimension I: Modèles de personnalité et troubles
Cette première dimension classe les modèles de personnalité dans deux domaines. Premièrement, il examine le spectre des types de personnalité et place la personnalité dans un continuum allant de malsain et inadapté à sain et adaptatif. Deuxièmement, il classe la manière dont « s'organise le fonctionnement mental de la personne et s'engage dans le monde ».
Le groupe de travail ajoute : « cette dimension a été placée en premier dans le système MDP en raison de la multiplication des preuves selon lesquelles les symptômes ou les problèmes ne peuvent pas être compris, évalués ou traités sans compréhension de la vie mentale de la personne qui présente les symptômes ». En d’autres termes, une liste de symptômes caractéristiques d’un diagnostic n’informe pas suffisamment le clinicien sur la façon de comprendre et de traiter les symptômes sans contexte approprié. Par analogie, si une patiente se présente chez son médecin en se plaignant de larmoiement et d'écoulement nasal, les symptômes seuls n'indiquent pas le traitement approprié. Ses symptômes pourraient être dus à des allergies saisonnières, à une infection bactérienne des sinus, au rhume, ou bien elle vient peut-être de l'enterrement de sa grand-mère. Le médecin peut traiter les allergies avec un antihistaminique, l’infection des sinus avec des antibiotiques, le rhume avec le zinc et donner à sa patiente un tissu de Kleenex après les funérailles. Les quatre conditions peuvent avoir des symptômes très similaires ; les quatre conditions sont traitées très différemment.

### Dimension II: Fonctionnement mental
Ensuite, le MDP fournit une « description détaillée du fonctionnement émotionnel », soit « les capacités qui contribuent à la personnalité et au niveau global de santé psychologique ou de pathologie d'un individu ». Cette dimension fournit un examen « microscopique » de la vie mentale du patient en rendant systématiquement compte de sa capacité fonctionnelle dans les domaines suivants : 
- Traitement de l'information
- Auto-régulation
- Établir et entretenir des relations
- Expérimenter, organiser et exprimer des sentiments et des émotions à différents niveaux
- Représenter, différencier et intégrer des expériences
- Utiliser des stratégies d'adaptation et des mécanismes de défense appropriés
- S'observer soi-même et les autres avec précision
- Former des valeurs et des standards internes

### Dimension III: Symptômes manifestes et préoccupations
La troisième dimension commence par les catégories de diagnostic DSM-IV-TR ; de plus, au-delà de la simple énumération des symptômes, le MDP « décrit ensuite les états affectifs, les processus cognitifs, les expériences somatiques et les schémas relationnels le plus souvent associés cliniquement » à chaque diagnostic. Dans cette dimension, les « groupes de symptômes » sont des « descripteurs utiles » qui présentent les « schémas de symptômes du patient en termes d'expérience personnelle vis-à-vis de ses principales difficultés ». Le groupe de travail conclut en ces termes : « Le patient peut mettre en évidence quelques-uns ou de nombreux schémas, qui peuvent ou non être liés, et qui doivent être considérés dans le contexte de la personnalité et du fonctionnement mental de la personne. L'approche multidimensionnelle [...] fournit une manière systématique de décrire les patients fidèle à leur complexité et utile dans la planification de traitements appropriés ».

## La nouvelle édition (PDM-2)
Guilford Press a publié une nouvelle édition du Manuel de diagnostic psychodynamique (PDM-2), élaborée par un comité directeur composé de Vittorio Lingiardi, Nancy McWilliams et Robert S. Wallerstein (président honoraire). Guilford Press a reçu un manuscrit pour PDM-2 en septembre 2016 et sa date de publication était prévue le 20 juin 2017 .
Comme le MDP-1, le MDP-2 classe les patients sur trois axes: « Axe P - Syndromes de personnalité », « Axe M - Profils de fonctionnement mental » et « Axe S - Schémas symptomatiques: l'expérience subjective ». L’axe des syndromes de personnalité est destiné à être considéré comme une « carte » de la personnalité au lieu d’une liste des troubles de la personnalité comme dans le DSM et le CIM. Le MDP-2 définit différents termes faisant partie de l’axe P, notamment « personnalité », « personnage », « tempérament », « traits », « type », « style » et « défense ». L'axe S présente de nombreuses similitudes avec le DSM et la CIM en raison de l'inclusion de troubles principalement psychotiques, de troubles de l'humeur, de troubles liés principalement à l'anxiété, de troubles liés aux événements et au stress, de troubles liés aux symptômes somatiques et de dépendances.